# Landgraaf (titel)
Landgraaf (Duits Landgraf; Frans landgrave; Latijn comes patriae, comes magnus, comes principalis, lantgravius, comes provinciae, comes terrae) was een titel die ten tijde van keizer Hendrik IV (r. 1056–1105) ontstond. De titulatuur werd door de koning gecreëerd voor een bepaald graafschap, met het doel om dit te onttrekken aan het intermediaire gezag van hertogen, paltsgraven of rijksbisschoppen. Het gaat dus altijd om rijkslenen, maar die rechtstreeks leenhuldeplichtig aan de Duitse koning werden gemaakt. Om die reden werd de landgrafelijke titel quasi gelijkwaardig beschouwd met die van hertog.

## Landgraafschappen in de Lage Landen
- Brabant

Het landgraafschap Brabant is wellicht het oudste uit het Duitse rijk. De titel wordt voor het eerst oorkondelijk betuigd in 1086 in de inwijdingsoorkonde van de abdij van Affligem (graaf Hendrik III van Leuven, comes patriae Bracbatensis).
Het landgraafschap Brabant mag niet verward worden met het gouwgraafschap of het hertogdom Brabant. Tussen 1085-1183 was het territoriaal beperkt tot het gebied tussen Dender en Zenne dat uit het hoogmiddeleeuwse gouwgraafschap Brabant werd losgemaakt en ontheven aan het hertogelijk gezag. Het landgraafschap Brabant werd omstreeks 1183/1184 tot hertogdom verheven ten voordele van hertog Hendrik I van Brabant. In 1190 werd Hendrik I in opvolging van zijn vader Godfried III van Leuven ook hertog van Neder-Lotharingen.
- Gelre

Omstreeks 1096-1098 wordt er ook een landgraafschap ten voordele van de graven van Gelre in een kroniek van de abdij van Sint-Truiden vermeld. Wellicht heeft het betrekking op hun gebied in de Teisterbant. De oudste vermelding van dit landgraafschap in een keizerlijke oorkonde: MGH Diplomata Henrici IV nr. 459: Gerardus lantgrave, waarmee gedoeld wordt op Gerard IV van Wassenberg, die hierbij ook Gerard I van Gelre wordt (handeling in 1096, uitvaardiging oorkonde in 1098).
Op 19 maart 1339 werd Gelre tot hertogdom verheven.

## Bekende landgraafschappen
- In het hertogdom Lotharingen:
  - Brabant
  - Gelre
  - Hochstaden.
- In het hertogdom Beieren: Steffling, Leuchtenberg.
- In het hertogdom Zwaben: In het hertogdom Zwaben werden door keizer Lotharius van Supplinburg (1125-1137) drie landgraafschappen gevormd als tegenzet tegen de Staufen-dynastie in hun wedijver om het Duits koningschap (Sundgouw, Beneden-Elzas en Heiligenberg). De Sundgouw en Beneden-Elzas zijn beide gelegen ten westen van de Rijn, thans in Frankrijk. Heiligenberg ligt ten noorden van het Bodenmeer aan de grens met het huidige Zwitserland.
- In het hertogdom Saksen: Thuringen.Tijdens de Saksische oorlogen ca. 1130 was de creatie van het landgraafschap Thüringen (ontstaan uit de mark Meissen) vooral een maatregel tegen de opstandige hertogen van Saksen. Het landgraafschap Thuringen ging op in het landgraafschap Hessen. Daar heeft de titel zich kunnen handhaven tot in de 19e eeuw. Het landgraafschap Hessen-Kassel werd in 1803 verheven tot keurvorstendom en Hessen-Darmstadt in 1806 tot groothertogdom. Daarna bestond nog slechts het landgraafschap Hessen-Homburg dat in 1866 in Pruisen opging.
- In het koninkrijk Bourgondië: landgraafschap Klein-Bourgondië, in het Latijn Burgundia minor, dat later grotendeels opging in het kanton Bern.
- Jongere creaties zijn: Baar, Breisgau, Hegau, Stühlingen en Nellenburg.

## Trivia
- Landgraaf is ook een ander woord voor een landweer.
- In Zuid-Limburg ligt een stad genaamd Landgraaf

baljuw · baron · dictator · doge · emir · farao · graaf · groothertog · grootvizier · grootvorst · heer · hertog · jonker · kalief · kan · keizer · koning · landgraaf · landsheer · landvoogd · maharadja · markies · monarch · paltsgraaf · paus · president · prins-bisschop · regent · sjah · sjeik · staatshoofd · sultan · tenno · tsaar · vizier · vorst · vorst-aartsbisschop